# Walter Volle
Walter Volle   (Mannheim, 18 de setembre de 1913 - Berlín, 27 d'octubre de 2002) fou un remer alemany que va competir durant les dècades de 1930 i 1940.
El 1936 va prendre part en els Jocs Olímpics de Berlín, on guanyà la medalla d'or en la prova del quatre amb timoner del programa de rem. Formà equip amb Hans Maier, Ernst Gaber, Paul Söllner i Fritz Bauer. En el seu palmarès també destaquen dues medalles, una d'or i una de plata, al Campionat d'Europa de rem en la prova del vuit amb timoner.